# Delphinium sinoscaposum
Delphinium sinoscaposum är en ranunkelväxtart som beskrevs av Wen Tsai Wang. Delphinium sinoscaposum ingår i släktet storriddarsporrar, och familjen ranunkelväxter. Inga underarter finns listade i Catalogue of Life.